# Malafemmena
Malafemmena é uma canção napolitana, escrita e musicada em 1951 pelo cantor e comediante italiano Totò para a Casa Editrice La Canzonetta.

## A canção
Donna,
tu sei la più bella donna,
ti voglio bene e t'odio
non ti posso dimenticare...

(em italiano)Original {{{{{língua}}}}}: Femmena,
tu si 'a cchiù bella femmena,
te voglio bene e t'odio
nun te pozzo scurdà...

(em napolitano)
Malafemmena foi interpretada pela primeiva vez por Antonio Basurto e posteriormente foram lançadas versões na voz de Mario Abbate, Piedigrotta e Giacomo Rondinella. No filme Totò, Peppino e... la malafemmina, de Camillo Mastrocinque, lançado em 1956 foi incluída, com grande sucesso, uma interpretação de Teddy Reno para a canção.
A canção, escrita em napolitano, trata do dramático fim de um relacionamento entre um homem e uma
"malafemmena" muito atraente, e as dores que ele sente com esse término.
Por muito tempo acreditou-se, na Itália, que Totò tivesse "dedicado" a canção a atriz Silvana Pampanini, com quem contracenou em 47 morto che parla, mas, em um texto à Società Italiana degli Autori ed Editori, revelou que a canção era, na verdade, dedicada "a Diana" - Diana Bandini Lucchesini Rogliani, sua ex-esposa.
Considerada um dos maiores sucessos de Totò, Malafemmena foi regravada por uma série de intérpretes, como Jimmy Roselli e Connie Francis e serviu de inspiração para o enredo da telenovela brasileira Passione.